# Homalium oubanguiense
Homalium oubanguiense är en videväxtart som beskrevs av Tisserant. Homalium oubanguiense ingår i släktet Homalium och familjen videväxter. Inga underarter finns listade i Catalogue of Life.